# Steivan Liun Könz

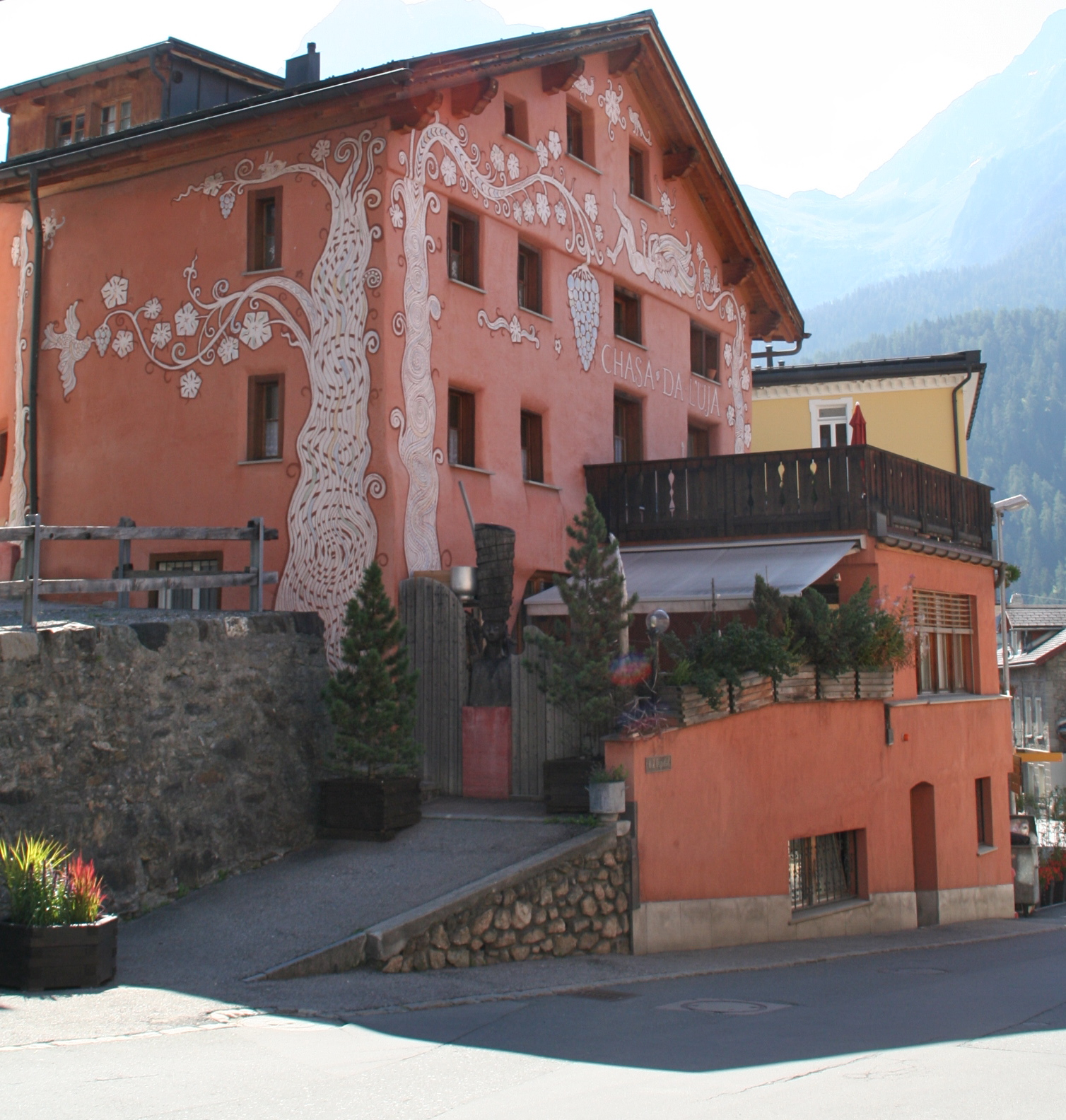
Chasa da L`Üja in Scuol

Steivan Liun Könz (* 30. Oktober 1940 in Samedan; † 24. April 1998 in Chur; heimatberechtigt in Guarda und Zürich) war ein Schweizer Zeichner, Radierer und Sgraffitokünstler.

## Leben
Steivan Liun Könz’ Vater war der Architekt, Restaurator und Autor Iachen Ulrich Könz (1899–1980), seine Mutter die ehemalige Kindergärtnerin und Autorin Selina Chönz, die unter anderem den Schellenursli schrieb. Steivan hatte vier ältere Halbbrüder aus der ersten Ehe des Vaters: Peider (* 1927), Iachen und Constant (beide * 1929) und Andri (* 1933).
Seine Kindheit verbrachte Steivan Liun Könz in Guarda, wo er 1947 bis 1953 die Schule besuchte. Da sich seine Mutter ein Mädchen gewünscht hatte, wurde Steivan als Kleinkind in Mädchenkleider gesteckt. Als (nicht erkannter) Legastheniker und verträumter Einzelgänger hatte er Schwierigkeiten in der Schule und konnte die in ihn gesetzten Erwartungen der Mutter nicht erfüllen. Mit Härte und drastischen Massnahmen versuchte sie, den «Versager» nach ihrem Bild zu formen; das Verhältnis zur Mutter blieb zeit seines Lebens schwierig.
Nach der Primarschule wohnte Könz beim Sekundarlehrer und Schriftsteller Jon Semadeni in Scuol, der mit der Familie befreundet war. In seiner Klasse besuchte er zwei Jahre lang den Unterricht. Semadeni erkannte seine gestalterischen Fähigkeiten und förderte ihn auch in dieser Hinsicht. Sein Vater, der als Restaurator zahlreiche Häuser in Guarda mit Sgraffito versah, bezog seine Söhne immer in die Arbeiten mit ein. Schon als Sechzehnjähriger durfte Steivan mithelfen; drei Jahre später gestaltete er erste Arbeiten allein.
1956 bis 1957 war Steivan Liun Könz im Internat im Schloss Kefikon, dann bestand er die Aufnahmeprüfung für die Kunstgewerbeschule in Zürich. Mit seinem Halbbruder Andri, der an der Universität Psychologie studierte und mit dem er am engsten verbunden war, teilte er eine kleine Zweizimmerwohnung. Im Vorkurs, den er zwei Mal besuchte, wurde er vom Grafiker und Maler Hans Aeschbach (1911–1999) unterrichtet. Freiwillig belegte er zusätzliche Kurse in Malen und Zeichnen. 1959 trat er in die Fotografenklasse ein, die er 1962 mit guten Noten abschloss. Seine Abschlussarbeit bestand in einem Alphabet für ein Kinderbuch, in dem die Buchstaben des ABC als fotografierte Lebensmittel dargestellt wurden.
Anschliessend arbeitete Könz bis im April 1964 für Josef Müller-Brockmann, dann wurde er wegen einer Unverträglichkeit mit einem Mitarbeiter entlassen. Mit seinem Vater reiste er nach Italien, dann allein auf die Azoren.

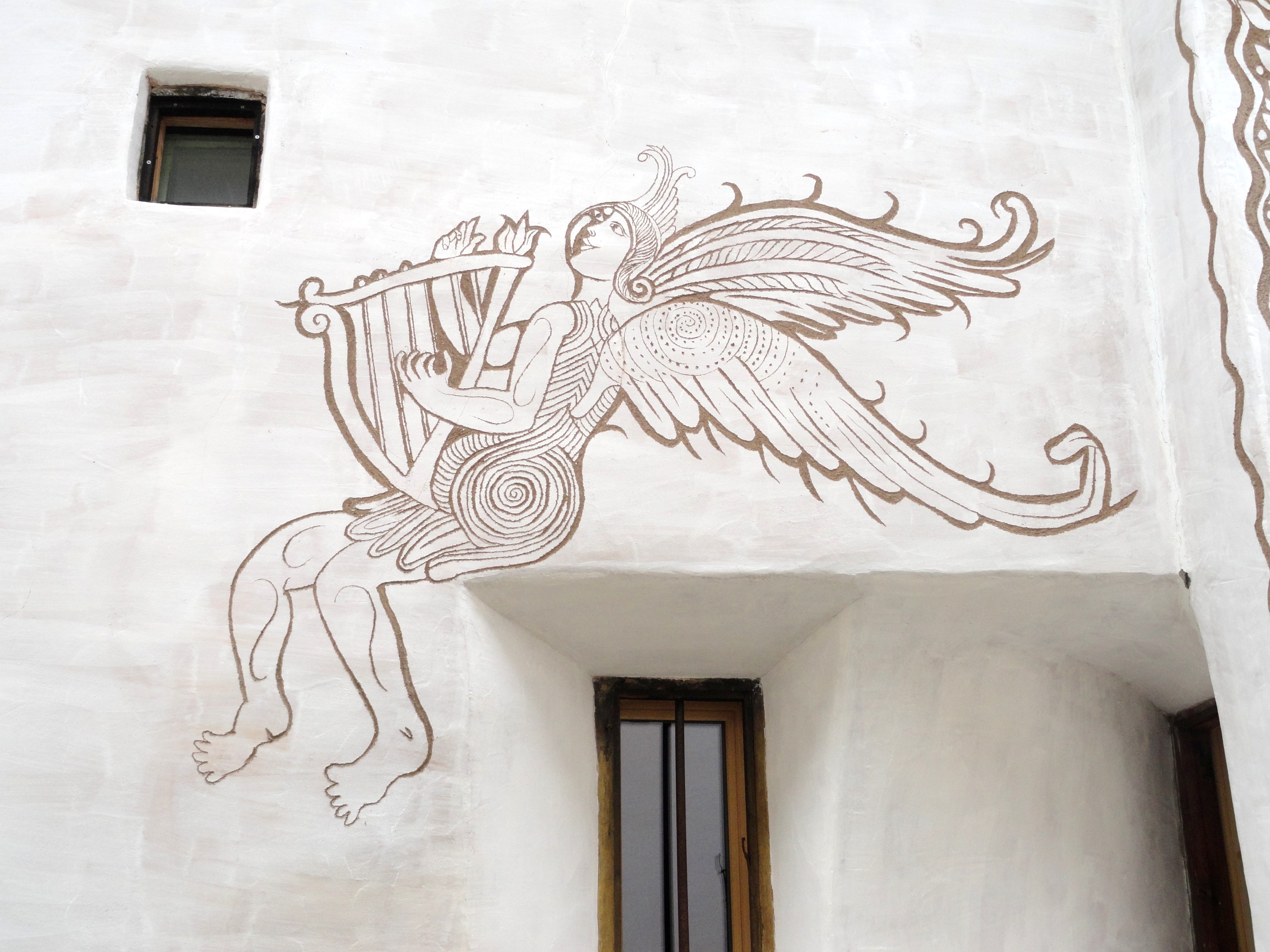
Figur an einem Haus in Sur En

Nach seiner Rückkehr versuchte Könz wieder, sich als freischaffender Fotograf durchzuschlagen. Seine Mutter, die befürchtete, er würde ein arbeitsloser Künstler, richtete ihm 1965 in Adliswil ein Atelier ein, was Koenz ein «Gefängnis erster Klasse» nannte. Nach Reisen durch Afrika und die Türkei, wo er als Zeichner unterwegs war, verkaufte er 1968 das Fotoatelier. Im Zürcher Seefeld bezog er eine Wohnung und ein Atelier und begann, als freier Maler, Zeichner, Radierer  und Sgraffitokünstler zu arbeiten. Als eine seiner ersten Arbeiten gestaltete er die Fassade des Nationalparkhauses in Zernez.
1970 löste Könz die Verlobung mit der Musikstudentin Annalisa Spillmann, mit der er seit 1964 zusammen war und ging eine Beziehung mit der Restauratorin Barbara Jenny ein, die er am 16. September 1972 heiratete. Das Paar lebte im Triemli-Quartier in Zürich. Zu Beginn der 1970er-Jahre konnte Könz seine Arbeiten in mehreren Ausstellungen präsentieren, unter anderem auch 1972 an der Züspa-Ausstellung der Zürcher Künstler. 1974 reiste er zusammen mit seiner Frau in einem als Wohnwagen eingerichteten VW-Bus über Jugoslawien, Bulgarien, die Osttürkei, Persien und Afghanistan nach Indien.
1976 erhielt Könz den Anerkennungspreis des Kantons Graubünden. Im gleichen Jahr begannen die Sgraffito-Arbeiten in der Dorfsiedlung am Dürrbach in Engelberg, die ihn acht Jahre lang beschäftigten. Es folgten regelmässige Ausstellungen in Galerien, unter anderen an der Trittligasse in Zürich.
1978 zog Steivan Könz mit seiner Frau nach Zürich-Unterstrass, wo am 13. November 1979 Sohn Simon Andreia zur Welt kam. Der Tod seines Vaters im Dezember 1980 löste eine mehrere Jahre dauernde Lebenskrise bei ihm aus.
1982 trennte er sich von seiner Frau Barbara, die Scheidung erfolgte 1985. 1983 kehrte er von Zürich nach Guarda zurück, wo er nach 1985 in einer Wohngemeinschaft mit dem Lehrer und Künstler Dumeng Secchi und den Hirten und Holzfäller Georg Lindner lebte. Kurz darauf kaufte ihm seine Mutter einen Stallteil beim Haus 86, den er zu einem grosszügigen Atelier umbaute und nach 1988 bewohnte.
Im September 1988 lernte er die Apothekerin und angehende Astrologin Andrea Meier kennen, die er am 17. Februar 1989 heiratete. Am 3. Dezember kam ihr Sohn Mario Silvester zur Welt, am 13. April 1991 die Tochter Fiona Annarella.
Nachdem 1990 erstmals Blasenbeschwerden aufgetreten waren, wurde Ende April 1997, nach einer zweimonatigen Reise durch Äthiopien, Blasenkrebs diagnostiziert. Steivan Liun Könz starb nach zweiwöchigem Aufenthalt am 24. April 1998 im Alter von 57 Jahren im Kantonsspital von Chur.

## Werk

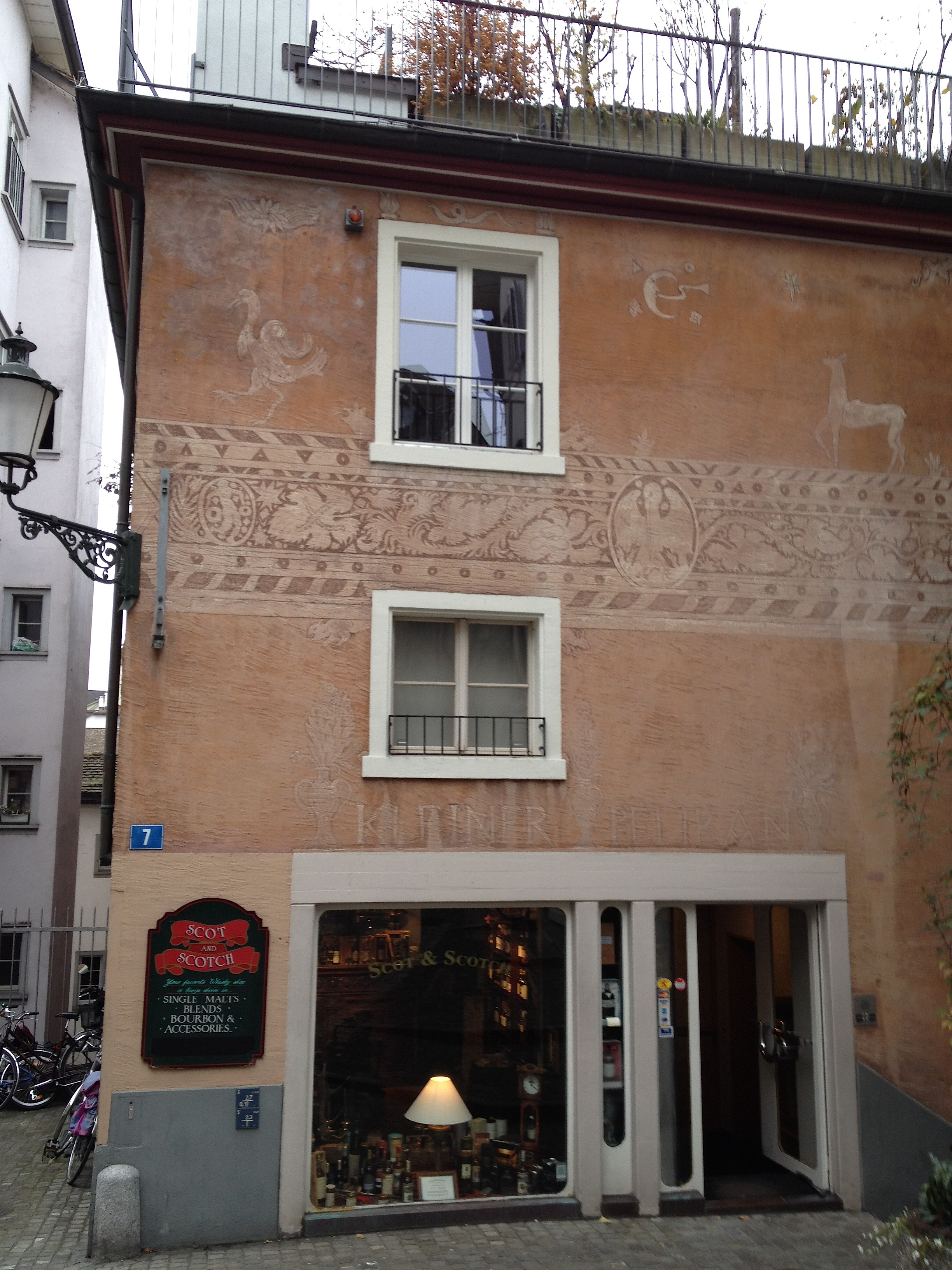
Haus «zum kleinen Pelikan» an der Schipfe in Zürich

Steivan Liun Könz’ unverwechselbare Wandbilder finden sich in zahlreichen Bädern und Hausfassaden weit über die Schweiz hinaus wie beispielsweise in Bad Tölz. Allein im Engadin bemalte er rund 100 Häuser. In den 1970er und 80er-Jahren malte er oft Drachen, Fabelwesen und Meerjungfrauen, später wurden seine Bilder ruhiger und klarer. Zum Schluss malte er oft Labyrinthe, an deren Ende der Tod wartete.
Im Juni 2011 erschien im Limmat Verlag Zürich die erste umfassende Monografie zum Schaffen von Steivan Liun Könz.